# Lepidoblepharis miyatai
Espèce
Statut de conservation UICN

 CR  : 
En danger critique
Lepidoblepharis miyatai est une espèce de geckos de la famille des Sphaerodactylidae.

## Répartition
Cette espèce est endémique du département de Magdalena en Colombie.

## Description
C'est un gecko terrestre, diurne et insectivore, connu par un unique spécimen récolté le 12 août 1964.

## Étymologie
Cette espèce est nommée en l'honneur de l'herpétologue Kenneth Ichiro Miyata (1951-1983).

## Publication originale
- Lamar, 1985 : A new Lepidoblepharis (Sauria : Gekkonidae) from the north coast of Colombia. Herpetologica, vol. 41, n. 2, p. 128-132.